# Odars
Odars ist eine französische Gemeinde mit 920 Einwohnern (Stand: 1. Januar 2022) im Département Haute-Garonne in der Region Okzitanien (vor 2016 Midi-Pyrénées). Sie gehört zum Arrondissement Toulouse und zum Kanton Escalquens. Die Einwohner werden Odarsois genannt.

## Geographie
Odars liegt an der Marcaissonne, etwa 14 Kilometer südöstlich von Toulouse in der Landschaft Lauragais. Umgeben wird Odars von den Nachbargemeinden Sainte-Foy-d’Aigrefeuille im Norden, Préserville im Osten, Fourquevaux im Südosten, Belberaud im Süden und Südwesten, Escalquens im Westen sowie Auzielle im Nordwesten.

## Bevölkerungsentwicklung
| Jahr                       | 1962 | 1968 | 1975 | 1982 | 1990 | 1999 | 2006 | 2013 | 2020 |
| Einwohner                  | 185  | 244  | 298  | 416  | 527  | 583  | 663  | 780  | 908  |
| Quellen: Cassini und INSEE |      |      |      |      |      |      |      |      |      |

## Sehenswürdigkeiten
- Kirche Notre-Dame
- Taubenturm Reynery, seit 1997 Monument historique

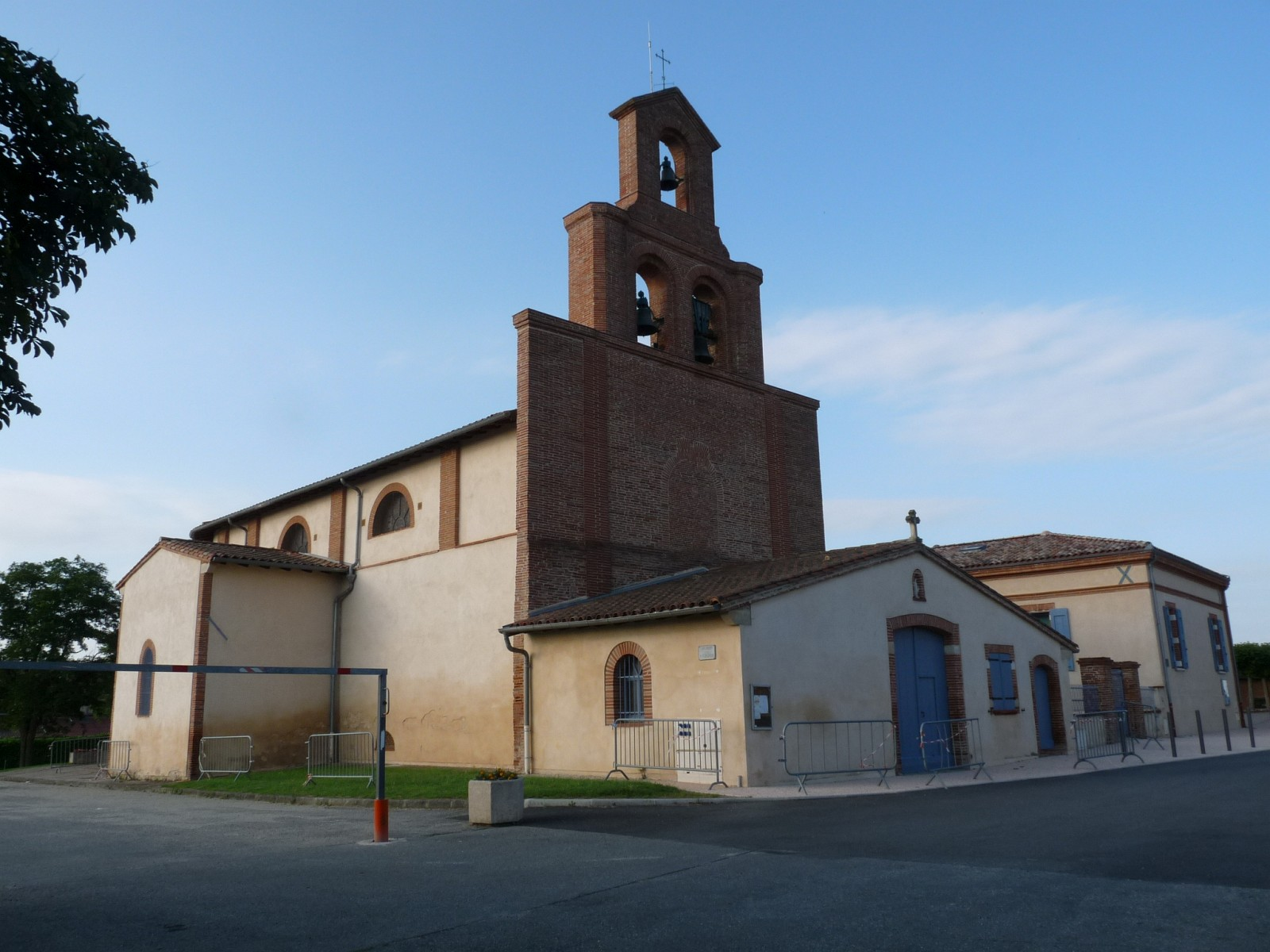
Kirche Notre-Dame
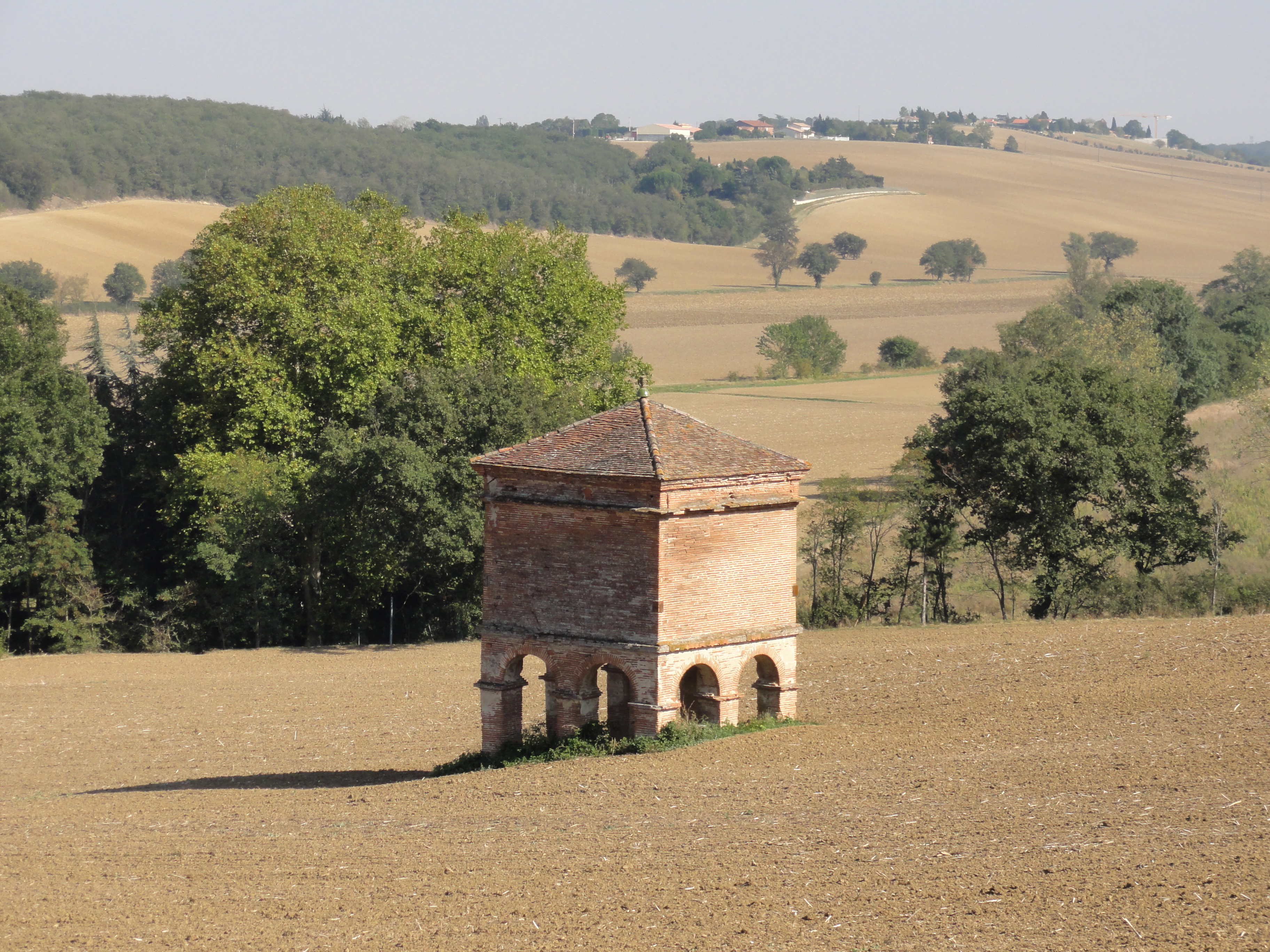
Taubenturm